# Amorphus globosus

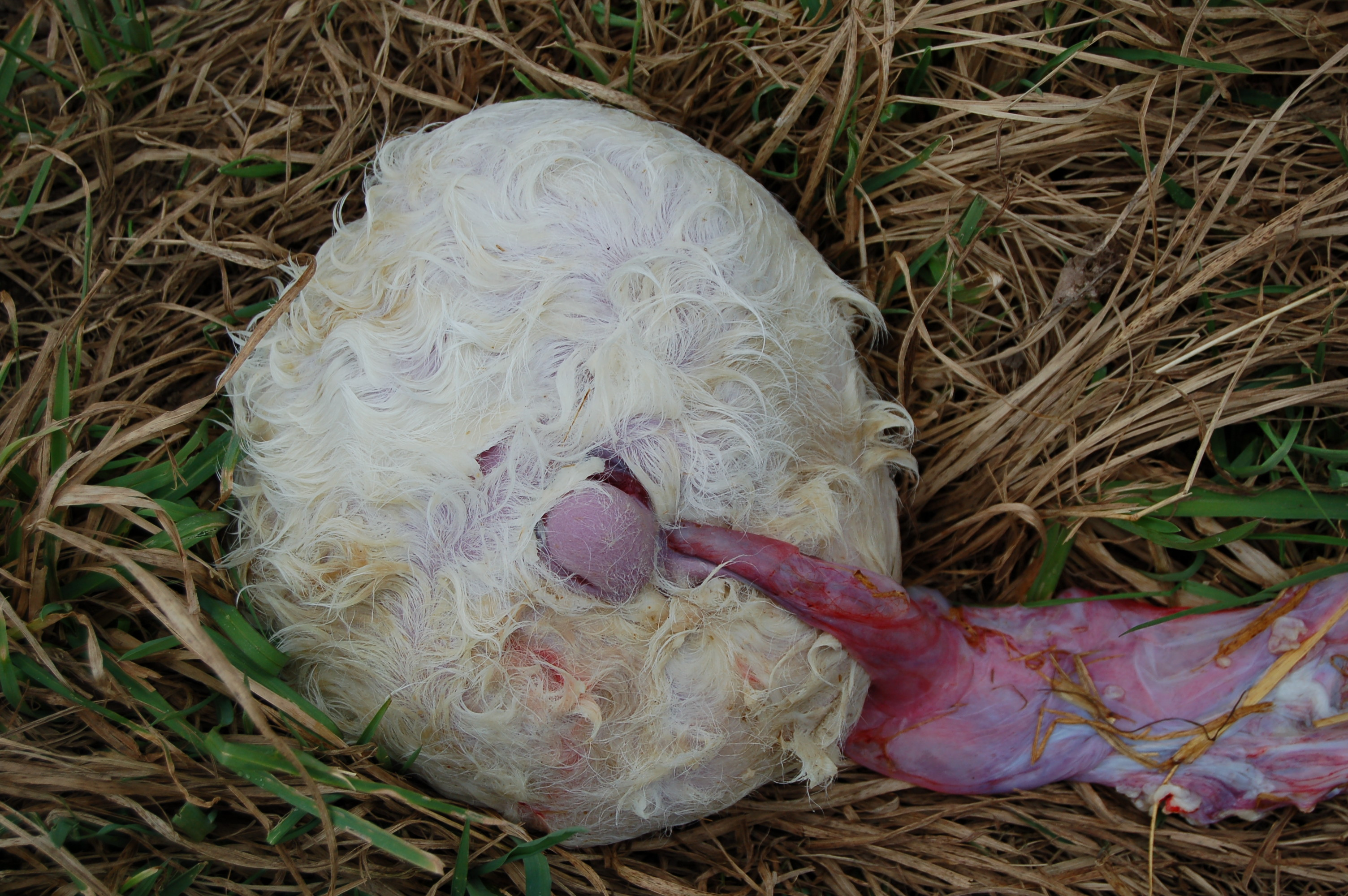
Amorphus globosus (Fleckvieh)

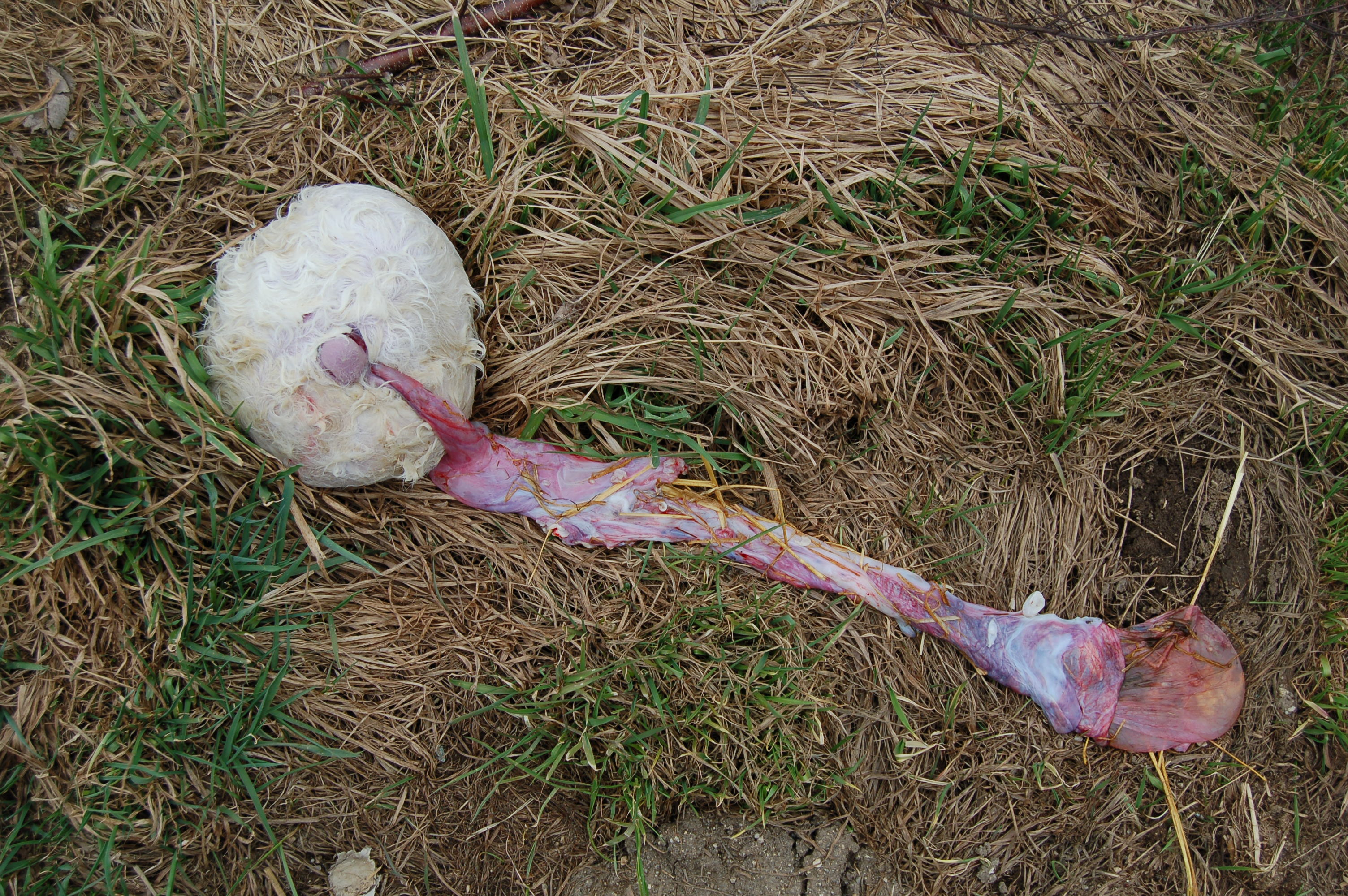
Amorphus globosus Übersicht

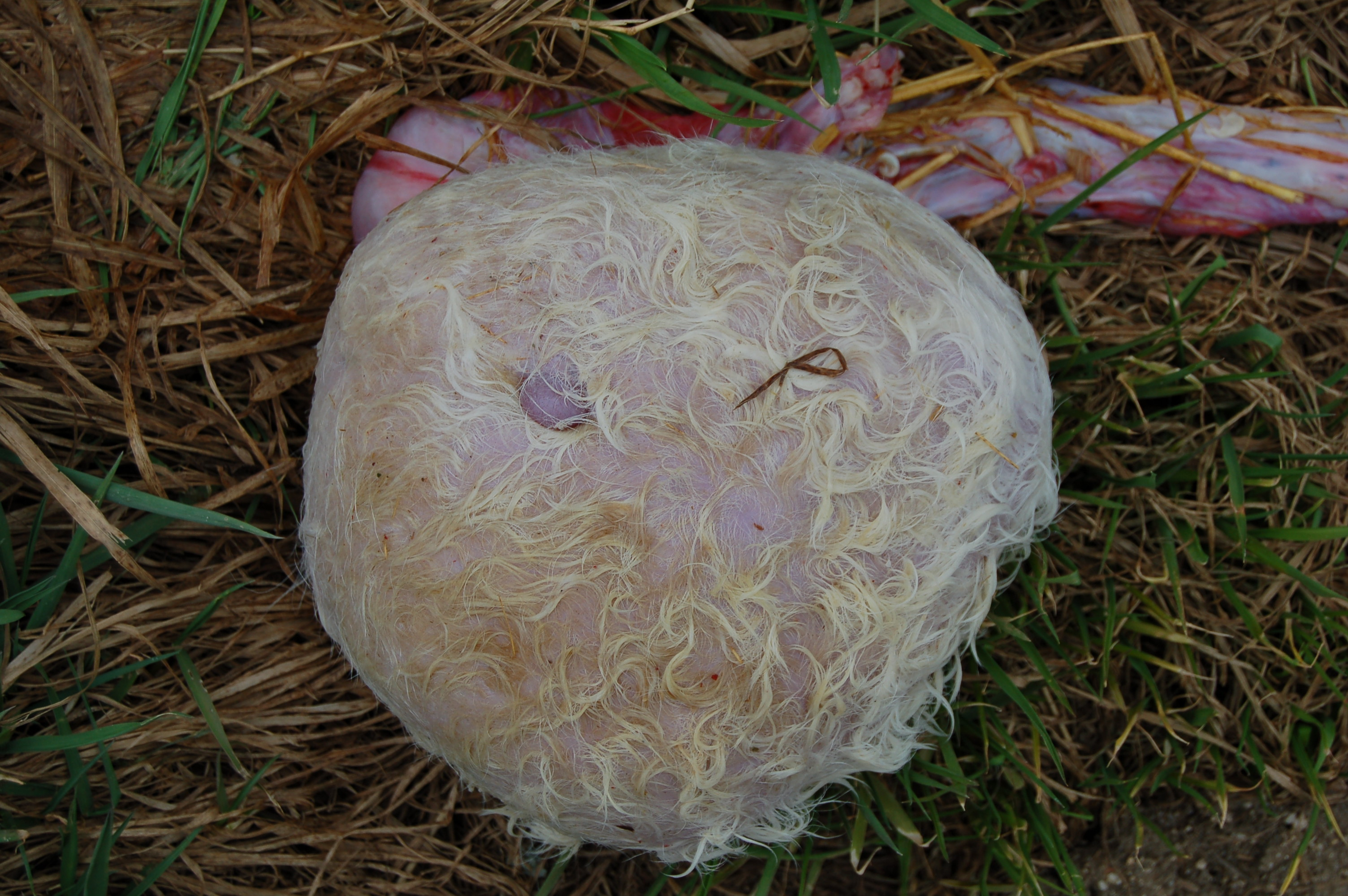
Amorphus globosus Rückseite

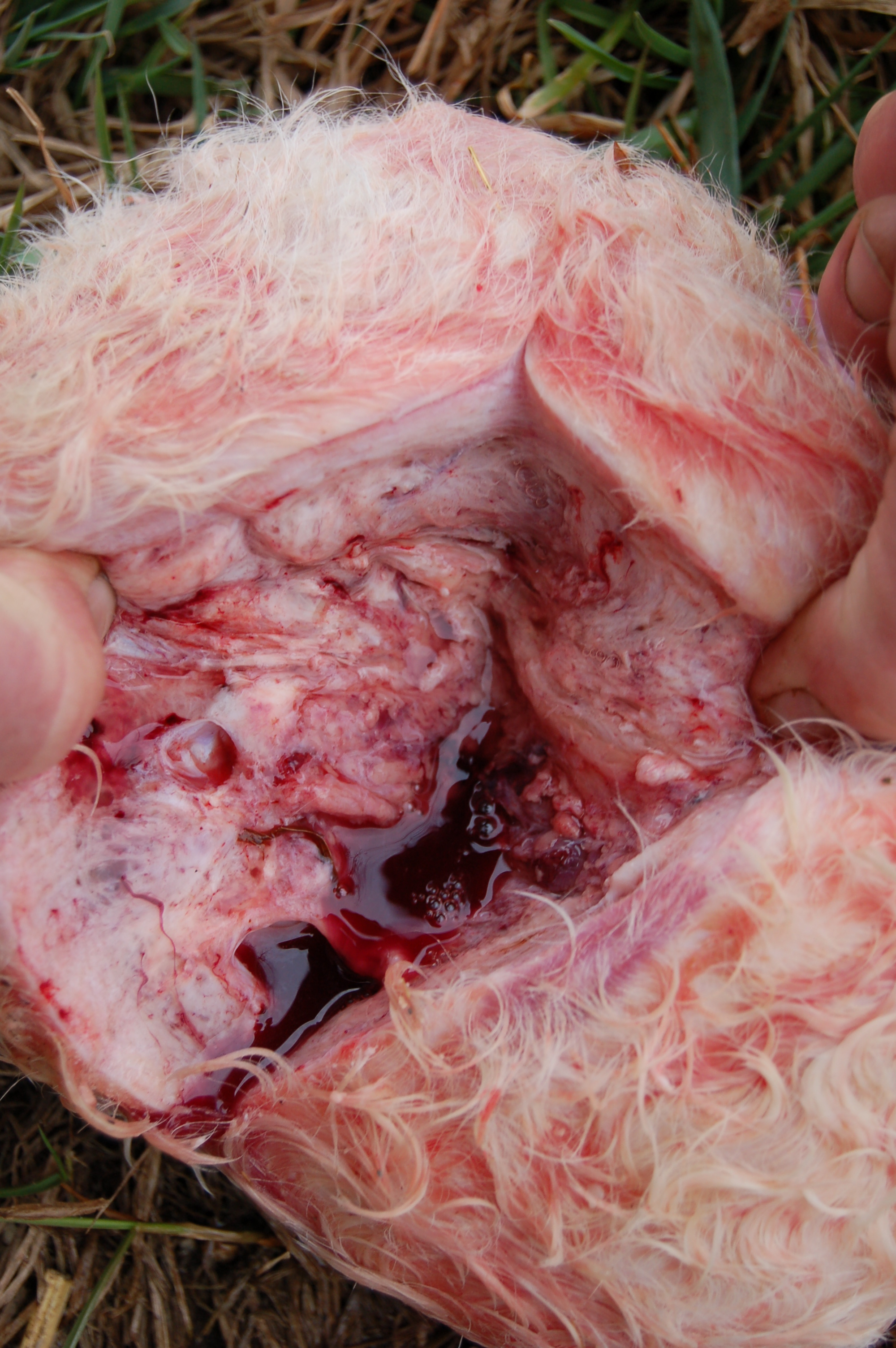
Amorphus globosus aufgeschnitten

Der Amorphus globosus (gr. αμορφή amorphē ‚gestaltlos‘ und lat. globus ‚Kugel‘) ist eine in der Tiermedizin, besonders beim Hausrind vorkommende Fehlbildung. Anstelle eines normal entwickelten Fetus kommt es dabei zur Bildung eines von behaarter Haut überzogenen, mehr oder wenig kugelförmigen Gebildes, das Anteile aller drei Keimblätter enthält; die Differenzierung seines Inhalts kann dabei stark variieren. Ein Amorphus globosus ist mangels funktioneller Organe nicht lebensfähig.

## Entstehung
Die teratologischen Gründe für die Entstehung eines Amorphus globosus sind nicht völlig geklärt. Die Fehlbildung wird im Allgemeinen mit einer Zwillingsträchtigkeit in Verbindung gebracht, bei der sich ein Embryo nicht normal entwickelt. In zwei Fällen war der Karyotyp des Amorphus mit seinem normal entwickelten Zwilling identisch, während er bei einem anderen Fall vom normalen Zwilling abwich, so dass eine Entstehung auch aus zweieiigen Zwillingen möglich scheint.

## Verbreitung
Der Amorphus globosus ist bei Nutztieren häufiger als allgemein angenommen. Am häufigsten beschrieben ist er beim Rind, aber es existieren auch Fallberichte bei der Ziege und beim Pferd. Ein Fall von Amorphus globosus ist auch in der Humanmedizin beschrieben, wobei es sich ebenfalls um eine Zwillingsschwangerschaft handelte.